# Poecile carolinensis
Poecile carolinensis е вид птица от семейство Paridae. Видът е незастрашен от изчезване.

## Разпространение
Разпространен е в САЩ.